# Список астероїдів (10501—10600)
| Назва                                   | Тимчасове позначення | Дата відкриття    | Місце відкриття                    | Відкривач                          |
| --------------------------------------- | -------------------- | ----------------- | ---------------------------------- | ---------------------------------- |
| 10501 Ардмаха (Ardmacha)                | 1987 OT              | 19 липня 1987     | Паломарська обсерваторія           | Е. Гелін                           |
| 10502 Armaghobs                         | 1987 QF6             | 22 серпня 1987    | Паломарська обсерваторія           | Е. Гелін                           |
| (10503) 1987 SG13                       | 1987 SG13            | 27 вересня 1987   | Обсерваторія Ла-Сілья              | Анрі Дебеонь                       |
| 10504 Доґа (Doga)                       | 1987 UF5             | 22 жовтня 1987    | КрАО                               | Журавльова Людмила Василівна       |
| (10505) 1988 BN4                        | 1988 BN4             | 22 січня 1988     | Обсерваторія Ла-Сілья              | Анрі Дебеонь                       |
| 10506 Ридберґ (Rydberg)                 | 1988 CW4             | 13 лютого 1988    | Обсерваторія Ла-Сілья              | Ерік Вальтер Ельст                 |
| (10507) 1988 ER1                        | 1988 ER1             | 13 березня 1988   | Обсерваторія Брорфельде            | Поуль Єнсен                        |
| (10508) 1988 RM4                        | 1988 RM4             | 1 вересня 1988    | Обсерваторія Ла-Сілья              | Анрі Дебеонь                       |
| 10509 Гайнріхкайзер (Heinrichkayser)    | 1989 GD4             | 3 квітня 1989     | Обсерваторія Ла-Сілья              | Ерік Вальтер Ельст                 |
| 10510 Максшреєр (Maxschreier)           | 1989 GQ4             | 3 квітня 1989     | Обсерваторія Ла-Сілья              | Ерік Вальтер Ельст                 |
| (10511) 1989 OD                         | 1989 OD              | 21 липня 1989     | Обсерваторія Сайдинг-Спрінг        | Роберт Макнот                      |
| (10512) 1989 TP11                       | 1989 TP11            | 2 жовтня 1989     | Обсерваторія Серро Тололо          | Ш. Дж. Бас                         |
| (10513) 1989 TJ14                       | 1989 TJ14            | 2 жовтня 1989     | Обсерваторія Ла-Сілья              | Анрі Дебеонь                       |
| (10514) 1989 TD16                       | 1989 TD16            | 4 жовтня 1989     | Обсерваторія Ла-Сілья              | Анрі Дебеонь                       |
| 10515 Олд Джо (Old Joe)                 | 1989 UB3             | 31 жовтня 1989    | Стейкенбрідж                       | Браян Маннінґ                      |
| 10516 Сакурадзіма (Sakurajima)          | 1989 VQ              | 1 листопада 1989  | Каґошіма                           | Масару Мукаї, Масанорі Такеїші     |
| (10517) 1990 BH1                        | 1990 BH1             | 28 січня 1990     | Обсерваторія Кушіро                | Сейджі Уеда, Хіроші Канеда         |
| (10518) 1990 MC                         | 1990 MC              | 18 червня 1990    | Паломарська обсерваторія           | Генрі Гольт                        |
| (10519) 1990 RO2                        | 1990 RO2             | 15 вересня 1990   | Паломарська обсерваторія           | Генрі Гольт                        |
| (10520) 1990 RS2                        | 1990 RS2             | 15 вересня 1990   | Паломарська обсерваторія           | Генрі Гольт                        |
| (10521) 1990 RW7                        | 1990 RW7             | 14 вересня 1990   | Обсерваторія Ла-Сілья              | Анрі Дебеонь                       |
| (10522) 1990 SN3                        | 1990 SN3             | 18 вересня 1990   | Паломарська обсерваторія           | Генрі Гольт                        |
| 10523 д'Авелуз (D'Haveloose)            | 1990 SM6             | 22 вересня 1990   | Обсерваторія Ла-Сілья              | Ерік Вальтер Ельст                 |
| 10524 Маневський (Maniewski)            | 1990 SZ7             | 22 вересня 1990   | Обсерваторія Ла-Сілья              | Ерік Вальтер Ельст                 |
| (10525) 1990 TO                         | 1990 TO              | 12 жовтня 1990    | Обсерваторія Сайдинг-Спрінг        | Роберт Макнот                      |
| 10526 Ґінкоґіно (Ginkogino)             | 1990 UK1             | 19 жовтня 1990    | Окутама                            | Цуному Хіокі, Шудзі Хаякава        |
| (10527) 1990 UN1                        | 1990 UN1             | 20 жовтня 1990    | Обсерваторія Дінік                 | Ацуші Суґіе                        |
| (10528) 1990 VX3                        | 1990 VX3             | 12 листопада 1990 | Обсерваторія Кушіро                | Сейджі Уеда, Хіроші Канеда         |
| 10529 Ґіссенбурґ (Giessenburg)          | 1990 WQ4             | 16 листопада 1990 | Обсерваторія Ла-Сілья              | Ерік Вальтер Ельст                 |
| (10530) 1991 EA                         | 1991 EA              | 7 березня 1991    | Обсерваторія Кушіро                | Сейджі Уеда, Хіроші Канеда         |
| (10531) 1991 GB1                        | 1991 GB1             | 8 квітня 1991     | Паломарська обсерваторія           | Е. Гелін                           |
| (10532) 1991 NA2                        | 1991 NA2             | 14 липня 1991     | Паломарська обсерваторія           | Генрі Гольт                        |
| (10533) 1991 PT12                       | 1991 PT12            | 5 серпня 1991     | Паломарська обсерваторія           | Генрі Гольт                        |
| (10534) 1991 PV16                       | 1991 PV16            | 7 серпня 1991     | Паломарська обсерваторія           | Генрі Гольт                        |
| (10535) 1991 RB1                        | 1991 RB1             | 10 вересня 1991   | Обсерваторія Дінік                 | Ацуші Суґіе                        |
| (10536) 1991 RZ8                        | 1991 RZ8             | 11 вересня 1991   | Паломарська обсерваторія           | Генрі Гольт                        |
| (10537) 1991 RY16                       | 1991 RY16            | 15 вересня 1991   | Паломарська обсерваторія           | Генрі Гольт                        |
| 10538 Турод (Torode)                    | 1991 VP2             | 11 листопада 1991 | Стейкенбрідж                       | Браян Маннінґ                      |
| (10539) 1991 VH4                        | 1991 VH4             | 9 листопада 1991  | Обсерваторія Кушіро                | Сейджі Уеда, Хіроші Канеда         |
| 10540 Хатігоро (Hachigoroh)             | 1991 VP4             | 13 листопада 1991 | Обсерваторія Кійосато              | Сатору Отомо                       |
| (10541) 1991 YX                         | 1991 YX              | 31 грудня 1991    | Обсерваторія Верхнього Провансу    | Ерік Вальтер Ельст                 |
| 10542 Рукерс (Ruckers)                  | 1992 CN3             | 2 лютого 1992     | Обсерваторія Ла-Сілья              | Ерік Вальтер Ельст                 |
| 10543 Клее (Klee)                       | 1992 DL4             | 27 лютого 1992    | Обсерваторія Карла Шварцшильда     | Ф. Бернґен                         |
| 10544 Хоршнебора (Horsnebara)           | 1992 DA9             | 29 лютого 1992    | Обсерваторія Ла-Сілья              | UESAC                              |
| 10545 Каллюнґе (Kallunge)               | 1992 EQ9             | 2 березня 1992    | Обсерваторія Ла-Сілья              | UESAC                              |
| 10546 Наканомакото (Nakanomakoto)       | 1992 FS1             | 28 березня 1992   | Обсерваторія Кітамі                | Кін Ендате, Кадзуро Ватанабе       |
| 10547 Йосакой (Yosakoi)                 | 1992 JF              | 2 травня 1992     | Обсерваторія Ґейсей                | Тсутому Секі                       |
| (10548) 1992 PJ2                        | 1992 PJ2             | 2 серпня 1992     | Паломарська обсерваторія           | Генрі Гольт                        |
| 10549 Гельсінгбург (Helsingborg)        | 1992 RM2             | 2 вересня 1992    | Обсерваторія Ла-Сілья              | Ерік Вальтер Ельст                 |
| 10550 Мальме (Malmo)                    | 1992 RK7             | 2 вересня 1992    | Обсерваторія Ла-Сілья              | Ерік Вальтер Ельст                 |
| 10551 Гетеборг (Goteborg)               | 1992 YL2             | 18 грудня 1992    | Коссоль                            | Ерік Вальтер Ельст                 |
| 10552 Стокгольм (Stockholm)             | 1993 BH13            | 22 січня 1993     | Обсерваторія Ла-Сілья              | Ерік Вальтер Ельст                 |
| 10553 Стенкумла (Stenkumla)             | 1993 FZ4             | 17 березня 1993   | Обсерваторія Ла-Сілья              | UESAC                              |
| 10554 Вестергейде (Vasterhejde)         | 1993 FO34            | 19 березня 1993   | Обсерваторія Ла-Сілья              | UESAC                              |
| 10555 Таґахаруе (Tagaharue)             | 1993 HH              | 16 квітня 1993    | Обсерваторія Кітамі                | Кін Ендате, Кадзуро Ватанабе       |
| (10556) 1993 QS                         | 1993 QS              | 19 серпня 1993    | Паломарська обсерваторія           | Е. Гелін                           |
| 10557 Роланд (Rowland)                  | 1993 RL5             | 15 вересня 1993   | Обсерваторія Ла-Сілья              | Ерік Вальтер Ельст                 |
| 10558 Карлстад (Karlstad)               | 1993 RB7             | 15 вересня 1993   | Обсерваторія Ла-Сілья              | Ерік Вальтер Ельст                 |
| 10559 Юкіхіса (Yukihisa)                | 1993 SJ1             | 16 вересня 1993   | Обсерваторія Кітамі                | Кін Ендате, Кадзуро Ватанабе       |
| 10560 Мікінарі (Michinari)              | 1993 TN              | 8 жовтня 1993     | Обсерваторія Кітамі                | Кін Ендате, Кадзуро Ватанабе       |
| 10561 Сімідзумасахіро (Shimizumasahiro) | 1993 TE2             | 15 жовтня 1993    | Обсерваторія Кітамі                | Кін Ендате, Кадзуро Ватанабе       |
| (10562) 1993 UB1                        | 1993 UB1             | 19 жовтня 1993    | Паломарська обсерваторія           | Е. Гелін                           |
| 10563 Izhdubar                          | 1993 WD              | 19 листопада 1993 | Паломарська обсерваторія           | Керолін Шумейкер, Юджин Шумейкер   |
| (10564) 1993 XQ2                        | 1993 XQ2             | 14 грудня 1993    | Паломарська обсерваторія           | PCAS                               |
| (10565) 1994 AT1                        | 1994 AT1             | 9 січня 1994      | Фудзієда                           | Х. Шіодзава, Такеші Урата          |
| 10566 Забадак (Zabadak)                 | 1994 AZ2             | 14 січня 1994     | Обсерваторія Яцуґатаке-Кобутізава  | Йошіо Кушіда, Осаму Мурамацу       |
| (10567) 1994 CV                         | 1994 CV              | 7 лютого 1994     | Фарра-д'Ізонцо                     | Фарра-д'Ізонцо                     |
| 10568 Йосітанака (Yoshitanaka)          | 1994 CF1             | 2 лютого 1994     | Обсерваторія Кійосато              | Сатору Отомо                       |
| 10569 Кіносітамасао (Kinoshitamasao)    | 1994 GQ              | 8 квітня 1994     | Обсерваторія Кітамі                | Кін Ендате, Кадзуро Ватанабе       |
| 10570 Сібаясуо (Shibayasuo)             | 1994 GT              | 8 квітня 1994     | Обсерваторія Кітамі                | Кін Ендате, Кадзуро Ватанабе       |
| (10571) 1994 LA1                        | 1994 LA1             | 5 червня 1994     | Огляд Каталіна                     | Карл Гердженротер                  |
| 10572 Комінедзьо (Kominejo)             | 1994 VO7             | 8 листопада 1994  | Обсерваторія Кійосато              | Сатору Отомо                       |
| 10573 Піані (Piani)                     | 1994 WU1             | 29 листопада 1994 | Обсерваторія Санта-Лючія Стронконе | Обсерваторія Санта-Лючія Стронконе |
| (10574) 1994 YH1                        | 1994 YH1             | 31 грудня 1994    | Обсерваторія Оїдзумі               | Такао Кобаяші                      |
| (10575) 1994 YV1                        | 1994 YV1             | 31 грудня 1994    | Обсерваторія Оїдзумі               | Такао Кобаяші                      |
| (10576) 1995 GF                         | 1995 GF              | 3 квітня 1995     | Обсерваторія Оїдзумі               | Такао Кобаяші                      |
| 10577 Їгчесмузеум (Jihcesmuzeum)        | 1995 JC              | 2 травня 1995     | Обсерваторія Клеть                 | Мілош Тіхі                         |
| (10578) 1995 LH                         | 1995 LH              | 5 червня 1995     | Обсерваторія Сайдинг-Спрінг        | Ґордон Ґаррард                     |
| 10579 Ділука (Diluca)                   | 1995 OE              | 20 липня 1995     | Обсерваторія Сан-Вітторе           | Обсерваторія Сан-Вітторе           |
| (10580) 1995 OV                         | 1995 OV              | 24 липня 1995     | Обсерваторія Наті-Кацуура          | Йошісада Шімідзу, Такеші Урата     |
| 10581 Дженікголлан (Jenikhollan)        | 1995 OD1             | 30 липня 1995     | Обсерваторія Ондржейов             | Петр Правец                        |
| 10582 Харумі (Harumi)                   | 1995 TG              | 3 жовтня 1995     | Моріяма (Сіґа)                     | Ясукадзу Ікарі                     |
| 10583 Канетугу (Kanetugu)               | 1995 WC4             | 21 листопада 1995 | Обсерваторія Наніо                 | Томімару Окуні                     |
| 10584 Ферріні (Ferrini)                 | 1996 GJ2             | 14 квітня 1996    | Обсерваторія Пістоїєзе             | Лучано Тезі, Андреа Боаттіні       |
| 10585 Вабісабі (Wabi-Sabi)              | 1996 GD21            | 13 квітня 1996    | Обсерваторія Кітт-Пік              | Spacewatch                         |
| 10586 Янстен (Jansteen)                 | 1996 KY4             | 22 травня 1996    | Обсерваторія Ла-Сілья              | Ерік Вальтер Ельст                 |
| 10587 Стріндберг (Strindberg)           | 1996 NF3             | 14 липня 1996     | Обсерваторія Ла-Сілья              | Ерік Вальтер Ельст                 |
| 10588 Адамкренделл (Adamcrandall)       | 1996 OE              | 18 липня 1996     | Прескоттська обсерваторія          | Пол Комба                          |
| (10589) 1996 OM2                        | 1996 OM2             | 23 липня 1996     | Станція Кампо Імператоре           | Андреа Боаттіні, Андреа Ді Паола   |
| (10590) 1996 OP2                        | 1996 OP2             | 24 липня 1996     | Станція Кампо Імператоре           | Андреа Боаттіні, Андреа Ді Паола   |
| 10591 Каверні (Caverni)                 | 1996 PD3             | 13 серпня 1996    | Монтелупо                          | Маура Томбеллі, Джузеппе Форті     |
| (10592) 1996 PN5                        | 1996 PN5             | 10 серпня 1996    | Обсерваторія Галеакала             | NEAT                               |
| 10593 Susannesandra                     | 1996 QQ1             | 25 серпня 1996    | Обсерваторія Кінґ-Сіті             | Роберт Сенднес                     |
| (10594) 1996 RE4                        | 1996 RE4             | 10 вересня 1996   | Станція Сінлун                     | SCAP                               |
| (10595) 1996 SS6                        | 1996 SS6             | 21 вересня 1996   | Станція Сінлун                     | SCAP                               |
| 10596 Стівенсімпсон (Stevensimpson)     | 1996 TS              | 4 жовтня 1996     | Обсерваторія Садбері               | Денніс ді Сікко                    |
| (10597) 1996 TR10                       | 1996 TR10            | 9 жовтня 1996     | Обсерваторія Кушіро                | Сейджі Уеда, Хіроші Канеда         |
| 10598 Маркріс (Markrees)                | 1996 TT11            | 13 жовтня 1996    | Прескоттська обсерваторія          | Пол Комба                          |
| (10599) 1996 TK15                       | 1996 TK15            | 9 жовтня 1996     | Обсерваторія Кушіро                | Сейджі Уеда, Хіроші Канеда         |
| (10600) 1996 TK48                       | 1996 TK48            | 9 жовтня 1996     | Обсерваторія Кушіро                | Сейджі Уеда, Хіроші Канеда         |

| ← Астероїди 10001—20000 → |             |             |             |             |             |             |             |             |             |
| 10001—10100               | 11001—11100 | 12001—12100 | 13001—13100 | 14001—14100 | 15001—15100 | 16001—16100 | 17001—17100 | 18001—18100 | 19001—19100 |
| 10101—10200               | 11101—11200 | 12101—12200 | 13101—13200 | 14101—14200 | 15101—15200 | 16101—16200 | 17101—17200 | 18101—18200 | 19101—19200 |
| 10201—10300               | 11201—11300 | 12201—12300 | 13201—13300 | 14201—14300 | 15201—15300 | 16201—16300 | 17201—17300 | 18201—18300 | 19201—19300 |
| 10301—10400               | 11301—11400 | 12301—12400 | 13301—13400 | 14301—14400 | 15301—15400 | 16301—16400 | 17301—17400 | 18301—18400 | 19301—19400 |
| 10401—10500               | 11401—11500 | 12401—12500 | 13401—13500 | 14401—14500 | 15401—15500 | 16401—16500 | 17401—17500 | 18401—18500 | 19401—19500 |
| 10501—10600               | 11501—11600 | 12501—12600 | 13501—13600 | 14501—14600 | 15501—15600 | 16501—16600 | 17501—17600 | 18501—18600 | 19501—19600 |
| 10601—10700               | 11601—11700 | 12601—12700 | 13601—13700 | 14601—14700 | 15601—15700 | 16601—16700 | 17601—17700 | 18601—18700 | 19601—19700 |
| 10701—10800               | 11701—11800 | 12701—12800 | 13701—13800 | 14701—14800 | 15701—15800 | 16701—16800 | 17701—17800 | 18701—18800 | 19701—19800 |
| 10801—10900               | 11801—11900 | 12801—12900 | 13801—13900 | 14801—14900 | 15801—15900 | 16801—16900 | 17801—17900 | 18801—18900 | 19801—19900 |
| 10901—11000               | 11901—12000 | 12901—13000 | 13901—14000 | 14901—15000 | 15901—16000 | 16901—17000 | 17901—18000 | 18901—19000 | 19901—20000 |